# Styrspak
- Övre vänster: Funktionsschema över styrspak till flygsimulator.
- Övre höger: Kontrollschema över styrspak till flygplans roderytor.
- Lägre vänster: Suncom TAC-2 joystick för datorspel.
- Lägre höger: Tumstyrspak på en Gamecube-spelkontroll.

Styrspak eller joystick är ett manöverdon i form av en riktbar spak (en lodrät tapp rörligt fäst ovanpå en styrinrättning) som används för att styra funktioner som behöver påverkas i alternativa riktningar; främst avseende flera styraxlar, såsom höger–vänster och framåt–bakåt (alternativt uppåt-nedåt) upp till ett helt fritt (360°) riktfält utan fasta riktaxlar. Med komplexa styrspakar kan man dessutom genom vridning påverka rotationen hos styrobjektet (exempelvis sidoroder hos ett flygplan).
Styrspakar förekommer industriellt, framför allt hos diverse fordon och anläggningsmaskiner, såsom grävmaskiner, lyftkranar, fartyg och flygplan. Styrspakar hos flygplan förekommer främst som styrmetod för planets roderytor (höjdroder, sidoroder, skevroder) och är ofta mycket stora för att möjliggöra finjusteringar i luften, varav de manövreras med hela armrörelser.
En vanlig tillämpning av styrspakar är som inmatningsenhet till datorspel, antingen som handhållen spelkontroll med en eller två små styrspakar för tummarna, eller som en bordsmonterad kontrollpanel med en enda stor styrspak för handen, vilken styrs med handleden. Genom att dra spaken/spakarna åt olika håll och trycka på enhetens diverse knappar kan olika styrsignaler skickas till spelet, vilket beroende på spel och inställning kan användas för att till exempel styra en spelkaraktär eller ett fordon, etc.

## Etymologi
Begreppet styrspak har förekommit i svenskan sedan slutet av 1800-talet (brukat av Stockholms Dagblad 1900) och avser inom ingenjörskonst (teknik): "en spak med styrande uppgift", även beskrivet som en "manöverspak". För båtnäringen har ordet styrspak använts sedan åtminstone 1960-talet.
Begreppet joystick är inlånat från engelskan och betyder ungefär "nöjesspak". Det är ursprungligen ett slanguttryck främst avseende spelkontroller. Inom flygsimulering kallas styrspakar ibland för sticka, alternativt flygsticka eller glädjesticka, vilket är direktöversättningar av engelska: flightstick och joystick.

## Begrepp
| Exempel på joystick-spelkontroll: | Exempel på joystick-spelkontroll: |
| Bildschema:                       | Bildnyckel: |
| --------------------------------- | --- |
|                                   | - • 1. styrspak - • 2. basplatta - • 3. avtryckare - • 4. extraknappar - • 5. omställare - • 6. reglage - • 7. styrknopp - • 8. sugkoppar |

Styrspak och joystick är synonymer men kan avse olika ting vardagligt:
- Styrspak i oförändrad form avser generellt större styrspakar som styrs med hela armrörelser, såsom de hos flygplan och helikoptrar, etc. Styrspakar bör helst vara stora vid behov av finmotorik, såsom vid flygning. Vid krissituationer blir finmotoriken komprimerad, varav en för liten styrspak kan leda till för grov inmatning, vilket ökar chansen för haveri.[8] På de äldre generationernas luftskepp var styrinrättningen även hydraulisk eller vajerbunden, varav styrspakarna behövde vara långa och långslagiga för att ge piloten den hävstång som krävdes för att ge styrutslag.[8]
- Joystick eller minispak[9] avser i modern tid främst mellanstora styrspakar som greppas av handen eller fingrarna och styrs med handleden. Sådant är vanligt inom äldre spelkontroller och flygsimkontroller, varav sådana i helhet ofta kallas "joystick" för enkelhetens skull, men typen används även brukligt inom andra områden, såsom anläggningsmaskiner med mera.[5]
- Tumspak eller tumstyrspak avser små mycket korta styrspakar som avses styras med tummar. Sådana kan knappt kallas spak eftersom de ofta består av en bred gummitäckt plastdyna ovanpå en ten eller bas med kortare längd än dynans diameter. Tumspakar har i stort sett ersatt "joysticks" inom spelkontrollbranshen, bortsett från flygsimkontroller.[10][11]
- Styrknopp avser den absolut minsta typen av styrspak, en spak så kort och liten att den enbart kan beskrivas som en knopp. Styrknoppar förekommer vanligen som knappelement på större styrspakar och joysticks, då främst inom räckvidd för användarens tumme. De kan styra en egen funktion eller fungera som ett styrkors (4-8 riktningar) för olika knappfunktioner.

## Historia (spelkontroller)

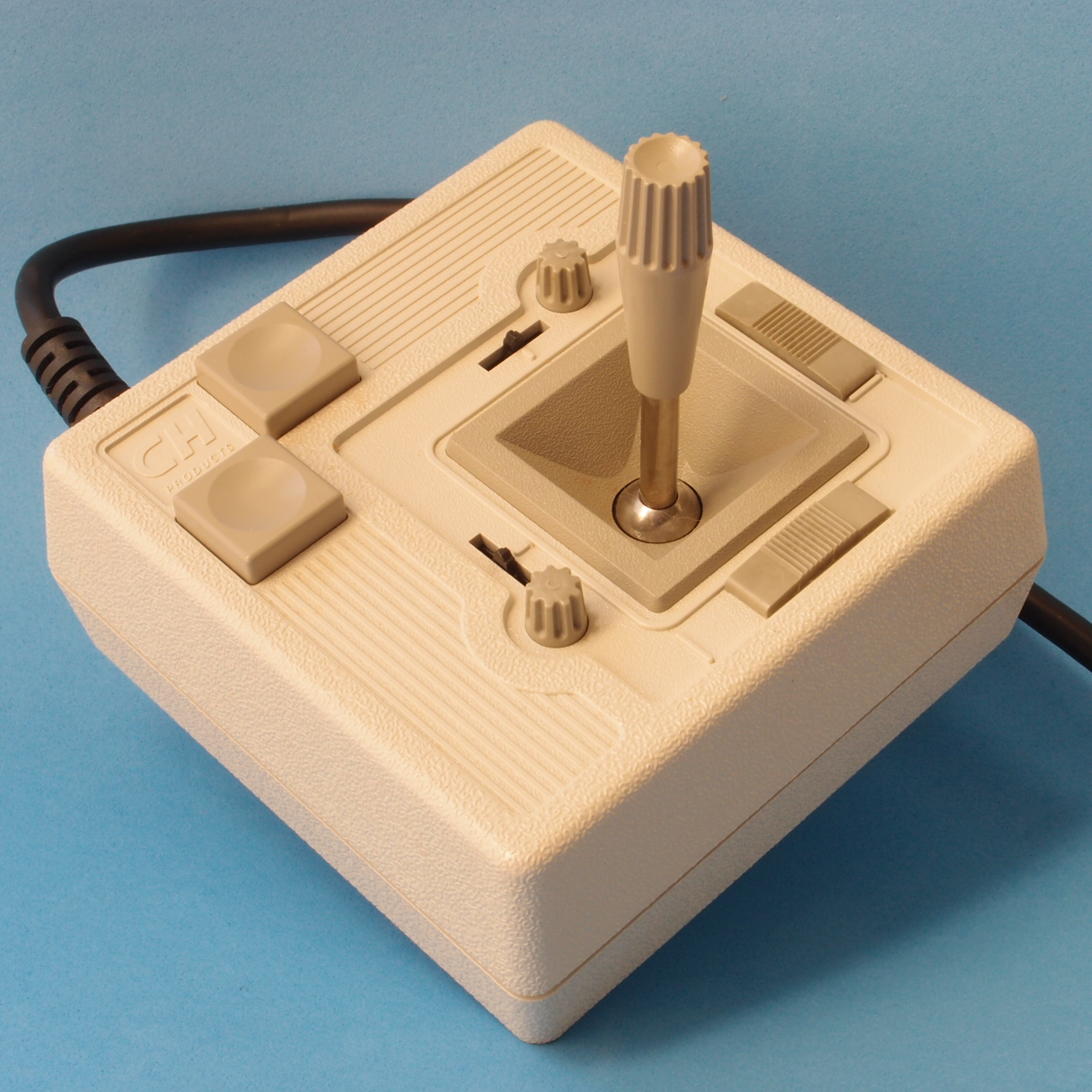
Tidig joystick.

Joysticken hade sin största popularitet på 80-talet. Dessa var då i regel enkla med bara en knapp (ibland ytterligare en med samma funktion för vänsterhänta) och digital styrning. På 90-talet blev handkontrollen vanligare vilket kan ha berott på flera saker. Dels så lämpade sig handkontrollerna bättre för fler knappar, något som krävdes med spelens ökade komplexitet. Dels är handkontrollen traditionellt standardkontrollen för TV-spel. På datorsidan blev i stället en kombination av datormus och tangentbord det vanligaste alternativet att styra spel. Sedan sjätte generationens spelkonsoler, dock med exempel i tidigare generationer, är handkontroller till spelkonsoler traditionellt försedda med små styrspakar avsedda för tummar/fingrar, så kallade tumstyrspakar eller tumspakar för kort.
En brokig styrspaksindustri hamnade på efterkälken när handkontrollstillverkarna drog nytta av standardiseringen.
Inom ett område är joystickens ställning tämligen ohotad, nämligen till flygsimulatorerna. Relativt dyra kontroller, ibland direkta avbildningar av autentiska flygspakar, med flera knappar, reglage och analog styrning bidrar till den autenticitet genren i sig gör anspråk på.